# 亚洲人

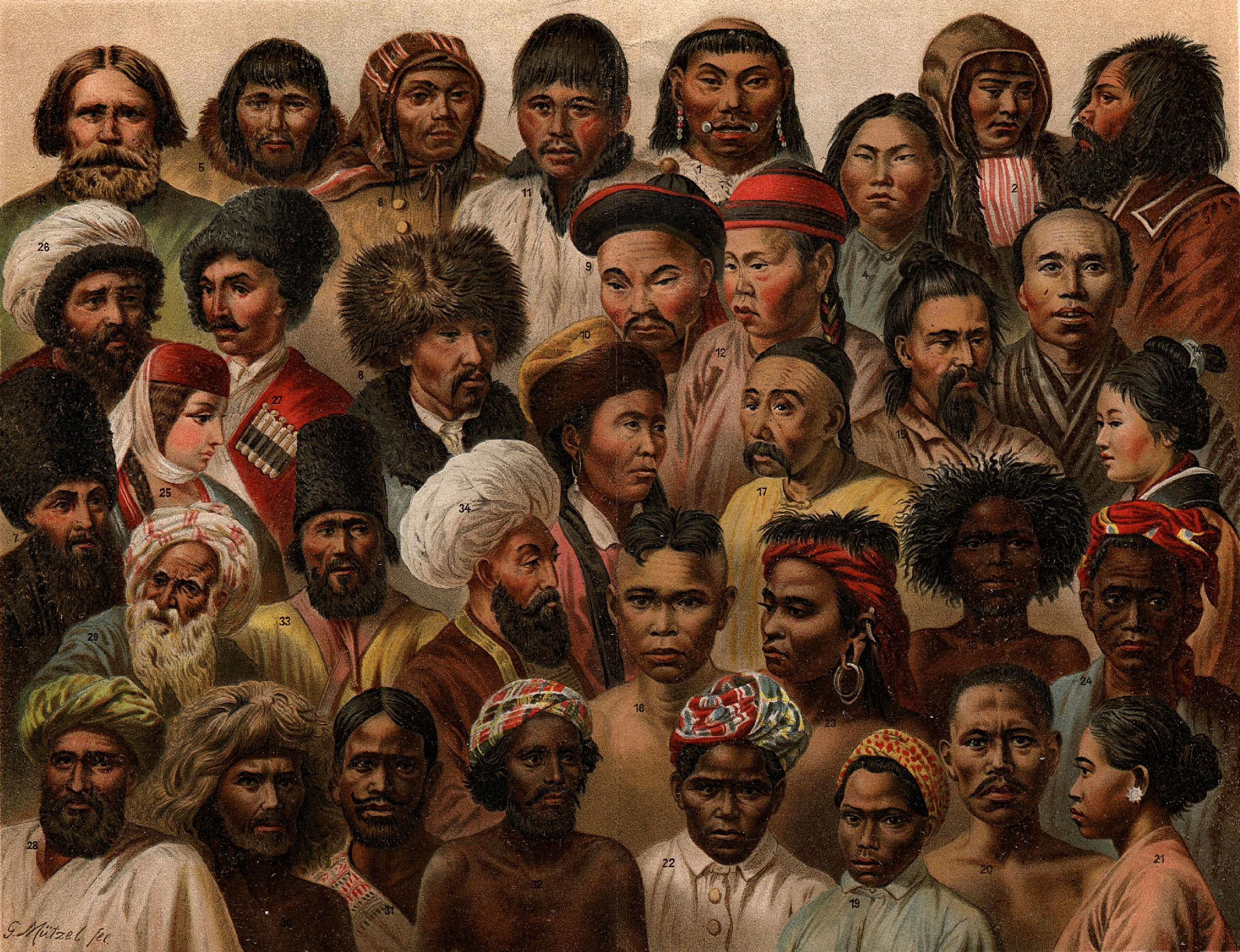
1904年旧籍中对亞洲的種族的描绘

亞洲人指的是生活在亚洲大陆的族群。

## 語境

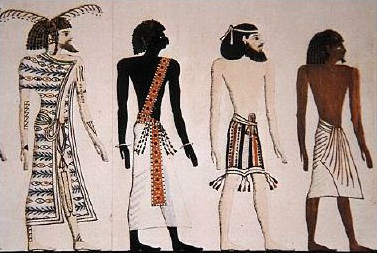
古埃及人所認知的人類種族 (左至右)：利比亞人、努比亞人、亞洲人和埃及人。

亞洲人的定義在不同的時空背景下各有不同：例如在古埃及的文獻中，“亞洲人”指的是埃及國境以外、非洲大陸以東的人們，指的是今日的中東人。
在美國、加拿大及澳大利亞，亞洲人一詞通常指東亞和東南亞人；而在英國及英語系非洲國家，亞洲人通常指南亞人。。
| 聯合國區域分類方法              |
| ------------------------------- |
| 東南亞 南亞 西亞 中亞 東亞 北亞 |

## 其他
另外，在世界各地，也指出生于某个亚洲国家、或某个亚洲以外国家的，父母中至少有一人含有亚洲血统的人，对此类群体中文里更准确的名词是「亚裔」。